# 1005

## Události
- Malcolm II. nastupuje na skotský trůn
- založen katalánský benediktinský klášter Saint-Martin du Canigou
- hladomor v západní Evropě

## Narození
- ? – Klement II., papež († 9. října 1047)
- ? – Macbeth I., skotský mormaer († 1057)
- ? – Izák I. Komnenos, byzantský císař († 1061)

## Úmrtí
- 25. března – Kenneth III., král skotský (padl v bitvě) (* před 967)

## Hlavy států
- České knížectví – Jaromír
- Svatá říše římská – Jindřich II.
- Papež – Jan XVIII.
- Anglické království – Ethelred II.
- Francouzské království – Robert II.
- Polské knížectví – Boleslav I. Chrabrý
- Uherské království – Štěpán I. svatý
- Byzanc – Basileios II. Bulgaroktonos
- Bulharsko – Samuel
- Chorvatsko – Křesimír III.
- Afghánistán – Mahmúd
- Čína – Šeng-cung (dynastie Liao), Čen-cung (dynastie Severní Sung)
- Lucembursko – Jindřich I. Lucemburský
- Gruzie – Bagrad III. Sjednotitel